# Noc Ac (Tunkás)
Noc Ac es un caserío del municipio de Tunkás en Yucatán, México. Según el censo de 2010 del INEGI tiene solo 4 habitantes.

## Toponimia
El nombre (Noc Ac) significa en idioma maya "tortuga volteada". Proviene de Noc, embrocado, volteado; Ac, tortuga.

## Demografía
Según el censo de 2010 realizado por el INEGI, la población de la localidad era de 4 habitantes.
| 166                         | 207 | 69 | 39 | 31 | 11 | 3 | 33 | 20 | 13 | 10 | 4 | 4 | 4 |
| (Fuente: INEGI [Consultar]) |     |    |    |    |    |   |    |    |    |    |   |   |   |